# Premio Loève
El Premio Loève, o Premio internacional de probabilidad Line y Michel Loève  se creó en 1992 en honor de Michel Loève por su viuda Line. El premio, otorgado cada dos años, está destinado a reconocer contribuciones destacadas por los investigadores en la probabilidad matemática que son menores de 45 años de edad. Con un valor de premio de alrededor de U$S30.000 este es uno de los premios más generosos en cualquier especialidad matemática específica.[cita requerida]

## Ganadores
Los ganadores anteriores son:
- 2023  Jian Ding.[2]
- 2021  Ivan Corwin.[3]
- 2019  Allan Sly.[4]
- 2017  Hugo Duminil-Copin.[5]
- 2015  Alexei Borodin.[6]
- 2013  Sourav Chatterjee.
- 2011 	Scott Sheffield.
- 2009  Alice Guionnet.
- 2007  Richard Kenyon.
- 2005 	Wendelin Werner.
- 2003 	Oded Schramm.
- 2001 	Yuval Peres.
- 1999 	Alain-Sol Sznitman.
- 1997 	Jean-François Le Gall.
- 1995 	Michel Talagrand.
- 1993 	David Aldous.